# Glosas
A Revista Glosas é uma revista semestral publicada pelo Movimento Patrimonial pela Música Portuguesa. Dedica-se à divulgação do património musical de cultura lusófona, com destaque para a música de tradição erudita ocidental.

## Enquadramento
Fundada em 2010, a Revista Glosas é a única revista no mundo dedicada exclusivamente à música de compositores lusófonos.
Preenchida, entre outras, por diversas notícias, críticas, artigos científicos, crónicas e entrevistas sobre o meio musical lusófono, cada número homenageia um compositor em particular, destacando-o na capa e dedicando um largo número de páginas à sua vida e obra.

## Público Alvo
Dirige-se a um público diversificado, desde o melómano ao músico profissional.

## Circulação
Desde Novembro de 2014 que, para além da versão impressa, possui um portal electrónico para a difusão constante e global de todo o tipo de conteúdos, incluindo multimédia.

## Colaboradores
Das várias personalidades que já participaram na revista Glosas encontram-se, entre outros, os compositores António Pinho Vargas, António Victorino d'Almeida, Ricardo Tacuchien, Eurico Carrapatoso, Sérgio Azevedo e Fernando Lapa; a jornalista Manuela Paraíso; os musicólogos Ruy Vieira Nery e Alexandre Delgado; os escritores Lídia Jorge, Vasco Graça Moura, Mário Zambujal e Ruy Narval, bem como os pintores Nadir Afonso e Júlio Pomar.

### Glosando
A rúbrica Glosando aparece no terceiro número da revista e consiste na publicação de uma peça inédita de um compositor lusófono diferente em cada novo número:
N.º 3 - O Passeio da Rã Negra, para piano solo - Amílcar Vasques-Dias
N.º 4 - Prelúdio, para piano solo - Antero Ávila
N.º 5 - FF (Frozen Fred), para piano solo - João Pedro Oliveira
N.º 6 - Je suis Joli, para piano solo - Luís Pipa
N.º 7 - Homenagem a Bach, para piano solo - Isabel Soveral
N.º 8 - Lubramix III, para duas guitarras - Eli Camargo Jr
N.º 9 - Postal a Verdi, para piano solo - Alexandre Delgado
N.º 10 - Relógios Antigos, para vibrafone - Marcos Lucas
N.º 11 - Offertorium, para trompete - Eugénio Amorim

## Capas
N.º 1 Ruy Coelho (2010) 
N.º 2 Alfredo Keil (2010) 
N.º 3 Joly Braga Santos (2011)
N.º 4 António Victorino d'Almeida (2011)
N.º 5 Marcos Portugal (2012)
N.º 6 Constança Capdeville (2012)
N.º 7 Frederico de Freitas (2013)
N.º 8 Clotilde Rosa (2013)
N.º 9 Henrique Oswald (2013)
N.º 10 Cândido Lima (2014)
N.º 11 Guerra-Peixe (2014)
N.º 12 Domenico Scarlatti (2015)
N.º 13 Gilberto Mendes (2015)
N.º 14 António Pinho Vargas (2016)
Nº 15 Gaspar Fernandes (2016)
Nº 16 José Maurício Nunes Garcia (2017)
Nº 17 José Vianna da Motta (2017)
Nº 18 António Fragoso (2018)
Nº 19 Álvaro Salazar (2019)
Nº 20 MPMP 10 Anos (2020)
Nº 21 Sara Ross (2021)
Nº 22 Fernando Lapa (2022)
Nº 23 Nuno da Rocha (2023)

## Ligações Externas
- Site oficial da Revista Glosas
- Revista Glosas no Site do MPMP
- Biblioteca Nacional de Portugal